# ام‌وی نراستار
ام‌وی نراستار (به انگلیسی: MV Norstar) یک کشتی است که طول آن ۱۵۲٫۷۷ متر (۵۰۱٫۲ فوت) می‌باشد. این کشتی در سال ۱۹۷۴ ساخته شد.